# إبراهيم الشمسان
إبراهيم الشمسان «أبو أوس» (ولد 1366 هـ / 1947 م) باحث سعودي من علماء العربية، في النحو والصرف. يكتب منذ سنوات في صحيفة الجزيرة مواضيع لغوية وثقافية. له العديد من الإصدارات من أبرزها: "قضايا التعدي واللزوم في الدرس النحوي"، و"معجم أسماء الناس في المملكة العربية السعودية". وهو عضو في رابطة الأدب الإسلامي العالمية.

## ولادته وتحصيله
ولد أبو أوس إبراهيم الشمسان في المِذْنِب في القصيم عام 1366هـ/ 1947م، حصل على الإجازة شهادة (بكالوريوس) من كلية الآداب جامعة الملك سعود عام 1393هـ/ 1973م. وعلى شهادة (الماجستير) في الآداب من كلية الآداب جامعة القاهرة عام 1399هـ/ 1979م، وكان عنوان رسالته "الجملة الشرطية عند النحاة العرب". وحصل على شهادة الدكتوراه في الآداب من كلية الآداب جامعة القاهرة عام 1404هـ/ 1985م، وعنوان رسالته "الفعل في القرآن الكريم تعديته ولزومه".

## عمله ووظائفه
- عمل معيدًا في قسم اللغة العربية في كلية الآداب جامعة الملك سعود في 1393هـ (1973).
- عمل أستاذًا مساعدًا في قسم اللغة العربية كلية الآداب في جامعة الملك سعود 1405هـ (1985).
- رقي إلى درجة أستاذ مشارك عام 1412هـ (1991).
- رقي إلى درجة أستاذ عام 1421هـ.
- يعمل أستاذًا غير متفرغ في جامعة الملك سعود من عام 1426هـ.
- عضو الجمعية العلمية السعودية للغة العربية.
- عضو لجنة الإعداد والمراجعة اللغوية لمعجم الطلاب للمرحلة المتوسطة والثانوية.
- عضو اللجنة الاستشارية لمجلة العقيق التي يصدرها النادي الأدبي في المدينة المنورة.
- عضو اللجنة الاستشارية في مركز الملك عبد الله بن عبد العزيز الدولي لخدمة اللغة العربية.[5]
- كما شارك الشمسان في إعداد موسوعة السلطان قابوس لأسماء العرب، والموسوعة العربية العالمية، وموسوعة الملك عبد العزيز، كما شارك في إعداد ومراجعة معجم الطالب للمرحلة المتوسطة والثانوية، وأشرف وناقش عددًا من الرسائل العلمية داخل المملكة وخارجها.

## مؤلفاته وكتبه
1. (الجملة الشرطية عند النحاة العرب) صدر عام 1981.
2. (الفعل في القرآن الكريم: تعديته ولزومه) صدر عام 1986.
3. (قضايا التعدي واللزوم في الدرس النحوي) صدر عام 1987.
4. (أبنية الفعل: دلالاتها وعلاقاتها) صدر عام 1987.
5. (حروف الجر: دلالاتها وعلاقاتها) صدر عام 1987.
6. (أخطاء الطلاب في الميزان الصرفي) صدر عام 1995.[6]
7. (جداول التدريبات الصرفية) صدر عام 1997.
8. (دروس في علم الصرف) صدر عام 1997.[7]
9. (مساحة لغوية) صدر عام 2000.
10. (الإبدال إلى الهمزة وأحرف العلة في ضوء كتاب سر صناعة الإعراب لابن جني) صدر عام 2002.
11. (معجم أسماء الناس في المملكة العربية السعودية) صدر عام 2006.[8]
12. (حصاد اليوم) صدر عام 2007.
13. (الشاذليات) صدر عام 2007 [بالاشتراك مع مؤلفين آخرين].
14. (جدلية المحفوظ والملفوظ) صدر عن مركز حمد الجاسر الثقافي 2009.[9]
15. (مقدمة في تاريخ النحو) صدر عن مركز الملك فيصل للدراسات الإسلامية 2011.[10]
16. (دراسات لغوية) صدر عن كرسي عبد العزيز المانع لدراسات اللغة العربية وآدابها 1433هـ.
17. (دروس في اللغة الإدارية) صدر عن وكالة الوزارة للشؤون الثقافية بوزارة الثقافة والإعلام عام 2014.[11]
18. (مسائل نحوية) صدر عام 2015.
19. (مسائل لغوية).
20. (شهادات ومتابعات).
21. (من شجون اللغة) صدر عن نادي القصيم الأدبي 2017.[12]
22. (عوض بن حمد القوزي) صدر عام 1440هـ [بالاشتراك مع مؤلفين آخرين].

## محاضراته
- (الضاد بين الشفاهية والكتابية) ندوة قسم اللغة العربية 2007م.
- (الاستعمال الوظيفي للغة) خميسية حمد الجاسر 2007م.
- (التأثير المتبادل بين اللغة والمجتمع) نادي القصيم الأدبي 1429هـ.
- (تجرِبتي في دراسة أسماء الناس) أحدية راشد المبارك 1437هـ.
- (ملحوظات على نشر المخطوطات) دارة العرب، مجلس حمد الجاسر الثقافي، الرياض 1440هـ.[13]
- (المدارس النحوية) أحدية أحمد المبارك في الرياض 1440هـ.